# A másik út
A másik út (eredeti cím: Unorthodox) 2020-as, négyrészes német négyrészes Netflix minisorozat egy fiatal nő történetét meséli el, aki elhagyja New York-i szatmári ultraortodox zsidó vallási közösségét, és új életet kezd Berlinben.
Az Amerikában játszódó jelenetek Deborah Feldman 2012-es Unorthodox című könyvén alapulnak, amelyben gyermek- és serdülőkorának élményeit írja le. A berlini történet viszont kitalált. Anna Winger showrunner szerint „Eszter berlini élete nagyon különbözött Deborah berlini életétől.” 

## Cselekmény
A 19 éves Eszter "Esty" Shapiro (született Schwartz) a New York-i Brooklyn Williamsburg kerületében él. A szatmári haszidok ultraortodox vallási közösségéhez tartozik, és nagyanyjánál, egy magyarországi holokauszt-túlélőnél nőtt fel. Esty a közösség kérésére megbeszélt házasságot köt Yakov "Yanky" Shapiróval.
A házasság boldogtalan, mivel a párnak szexuális problémái vannak, és Eszter nem fogan meg a várt módon a közösülés közbeni tartós fájdalom miatt. A család nyomására férje, Yakov válni akar, nem tudván, hogy Eszter már gyermeket vár. A nő titokban elhagyja a házat egy sabbat (szombat) alatt, hogy Berlinbe repüljön. Ott él édesanyja, aki korán elhagyta a szatmári közösséget, így gyermekét is, és most leszbikus nőként éli önálló életét. Berlinben Eszter összebarátkozik egy csoport különböző országokból jövő, zenét tanuló fiatallal.
Miközben új szabadságokat fedez fel magának Berlinben, például úszik a Wannsee-ben és eljár szórakozni, férje, Yakov és unokatestvére, Moische, akik szintén Berlinbe repülnek, azt tervezik, hogy visszahozzák. Eszter megtudja édesanyjától, hogy nem úgy hagyta el őt, ahogy ő gondolta, hanem a bíróság elvette tőle a felügyeleti jogát. Eszter barátai zeneakadémiájára is próbál bejutni. Kezdetben zongorázást akar tanulni, de aztán úgy dönt, hogy éneklést tanul.

## A produkció
A sorozat „showrunnere” Anna Winger, aki Henning Kamm-mal közösen valósította meg a sorozatot cége Studio Airlift első produkciójaként. A producer Alexa Karolinski volt.
A sorozatot szinte kizárólag Berlinben forgatták 2019 nyarán. A csapat három napra elutazott az Egyesült Államokba, néhány külső jelenet forgatása végett. Az összes belső felvételt a CCC Studiosban forgatták a spandaui Eiswerderen, egy reinickendorfi paplakban és egy moabiti palesztin bálteremben. A Kulturfórum hangszermúzeuma szolgált a zeneakadémia háttereként. Az unortodox fiktív zeneakadémiát a berlini Daniel Barenboim Said Akadémia ihlette.

## Fogadtatása
Jan Kedves a Die Zeittől az Unorthodoxot „az elhatalmasodás izgalmas történeteként” írja le, és különösen dicséri a forgatókönyv dramaturgiai trükkjeit, amelyek nagyban különböznek az eredeti regénytől.
Jenni Zylka ezt írja a Die Tageszeitungban: „Az elnyomott lélek felszabadításának klasszikus motívuma mellett az Unortodox hiteles betekintést nyújt egy hermetikus világba, amely még kisebb és szűkebb a benne élő nők, mint a férfiak számára.
Volker Weidermann, a Der Spiegeltól külön dicséri a vezető színésznőt, Shira Haast: „Ezt az Estyt az izraeli színésznő, Shira Haas játssza olyan lenyűgözően a törékenység és a küzdőszellem, a finom átlátszóság és a bokszolási hajlandóság között, hogy újra és újra magával ragad.” 
A Frankfurter Allgemeine Zeitung egyik cikkében Michael Wolffsohn történész kritizálja a filmet a zsidóellenes sztereotípiák felhasználása miatt: „Mivel az unortodox nézők többsége valószínűleg még kevésbé ismeri a judaizmust, mint a kereszténységet és az iszlámot, tévesen arra a következtetésre jutnak, hogy a »judaizmus« elítéli a testi vágyat. Ily módon a »felvilágosodást« félremagyarázzák, a »judaizmust« pedig nőgyűlölőnek bélyegzik meg.” Így „a vallás perverziója a vallásosság állítólagos általános normalitásaként jelenik meg”. Alan Posener úgy értékelte a minisorozatot a Die Weltben mint „jó érzésű filmet a berlini hipsztereknek és azoknak, akik azok szeretnének lenni”. Eszter nagybátyjának mohó uzsorásként való ábrázolása antiszemita kliséket szolgál. Ezenkívül a berlini antiszemita támadások fényében elfogadhatatlan, hogy a várost a zsidók menedékének állítsák be. „Egy berlini sem tudja helyeselni a város banalizálását, bagatellizálását, dicsőítését és giccsességét.
Frieda Vizel (Wiesel), aki maga is szatmári családban nőtt fel, és idegenvezetőként kíséri a látogatókat a Hasid Brooklynba, The Forward című cikkében kritizálta, hogy a sorozat egésze hamis benyomást kelt a szatmári közösségről.

## Díjak
- 2020: Primetime Emmy-díj a legjobb rendezőnek (Maria Schrader, plusz hét további jelölés[10]
- 2020: Német TV-díj a legjobb felszerelésért – díszlet és/vagy jelmez, valamint két másik jelölés [10]
- 2021: Grimme-díj [11]
- 2021: Romy a legjobb tévésorozat/közvetítés és a legjobb rendező TV/közvetítés kategóriákban [12]

## Fordítás
- Ez a szócikk részben vagy egészben  az   Unorthodox (Miniserie) című német Wikipédia-szócikk ezen változatának fordításán alapul.  Az eredeti cikk szerkesztőit annak laptörténete sorolja fel. Ez a jelzés csupán a megfogalmazás eredetét és a szerzői jogokat jelzi, nem szolgál a cikkben szereplő információk forrásmegjelöléseként.